# Ammannia mauritiana
Ammannia mauritiana är en fackelblomsväxtart. Ammannia mauritiana ingår i släktet Ammannia och familjen fackelblomsväxter.

## Underarter
Arten delas in i följande underarter:
- A. m. lupembensis
- A. m. mauritiana